# 1714 Sy
Sy (asteróide 1714) é um asteróide da cintura principal com um diâmetro de 16,8 quilómetros, a 2,1714803 UA. Possui uma excentricidade de 0,1543874 e um período orbital de 1 503,04 dias (4,12 anos).
Sua velocidade orbital média é de 18,58662449 km/s e sua inclinação é de 7,98264º.
Foi descoberto em 25 de Julho de 1951 por Louis Boyer.